# Lydia Pfann
Lydia Pfann (* 18. Februar 1931 in Neuötting als Lydia Zeitlhofer; † 10. September 2019 ebenda) war eine deutsche Turnerin.
Sie nahm an den Olympischen Sommerspielen 1952 in Helsinki teil.
Nach den Spielen 1952 heiratete sie Hans Pfann, der ebenfalls als Turner zum deutschen Olympiakader gehörte.
Lydia Pfann starb am 10. September 2019 im Alter von 88 Jahren.